# Xyris
Xyris là một chi thực vật có hoa trong họ Xyridaceae.

## Hình ảnh

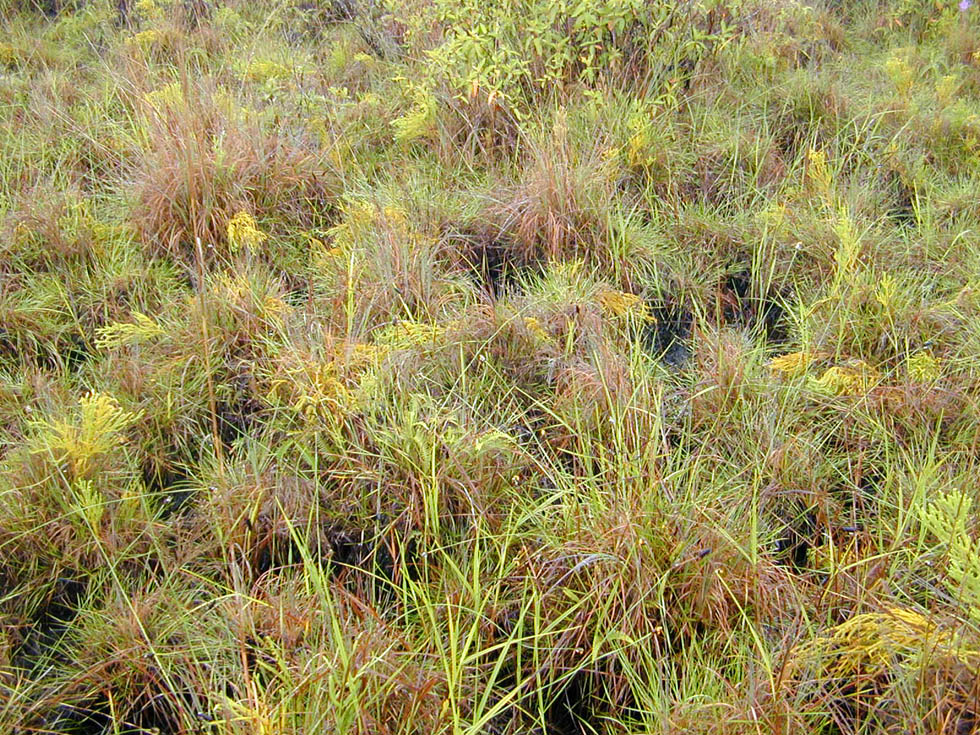
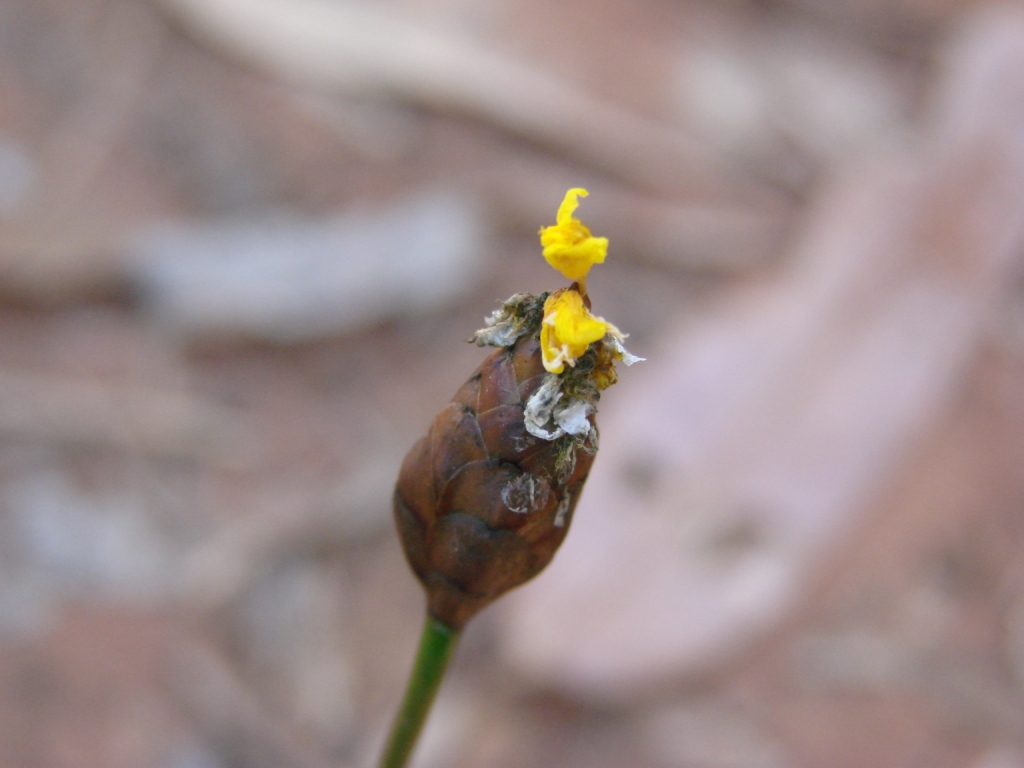
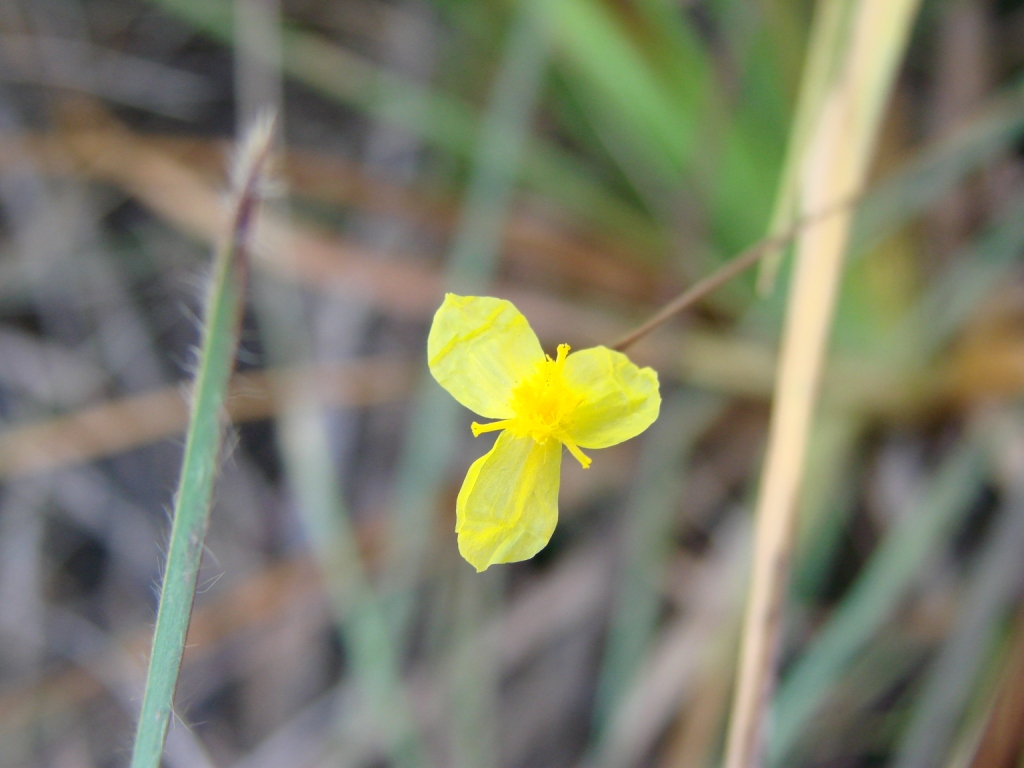
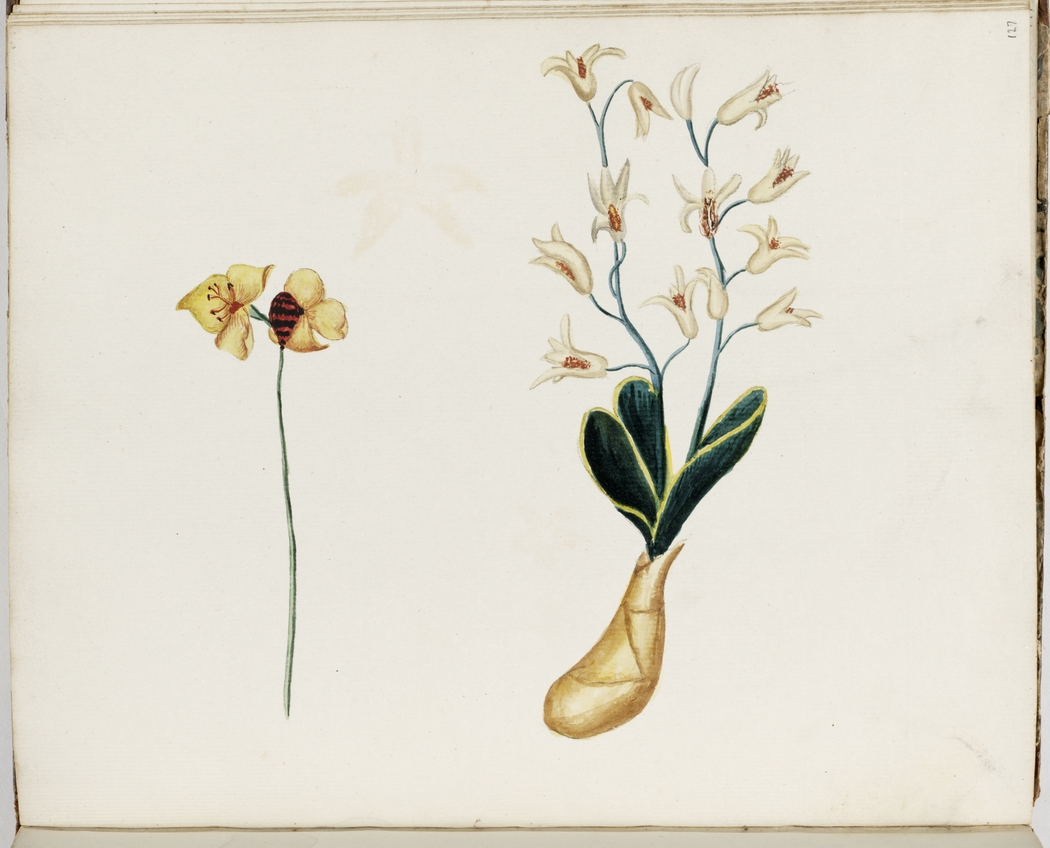